# Tadashi Kobayashi
Tadashi Kobayashi (japanisch 小林 忠, Kobayashi Tadashi; geboren 11. April 1941 in Tōkyō) ist ein japanischer Kunstwissenschaftler, bekannt vor allem für seine Publikationen zur Ukiyoe-Kunst.

## Leben und Wirken
Tadashi Kobayashi absolvierte ein Studium der Kunstwissenschaft an der Universität Tōkyō. Er leitete die Forschungsstelle zur Informationsgewinnung am Nationalmuseum Tōkyō, wurde dann Professor an der Gakushūin-Universität, die ihn nach seinem Ausscheiden zum „Meiyō Kyōju“ ernannte. Im Oktober 2013 wurde er erster Direktor des neueröffneten privaten Okada-Kunstmuseums (岡田美術館, Okada bijutsukan) in Hakone (Kanagawa).
Kobayashi ist einer der Herausgeber der Kunstzeitschrift „Kokka“ (國華), die seit 1889 erscheint und damit in Japan die älteste existierende Kunstzeitschrift ist.

## Publikationen (Auswahl)
- „Bilder von schönen Frauen der Edo-Zeit – Ukiyo-Malerei“ (江戸の美人画 寛永・寛文期の 肉筆画) 1982
- „Geschichte der Malerei dr Edozeit“ (江戸絵画史論) 1983
- „Zauber des Ukiyo-e – Volkstümliche Kunst der Edo-Zeit“ (浮世絵の魅力 江戸の庶民文化) 1984
- „Maler der Edo-Zeit“ (江戸の画家たち) 1987
- „Bilder der Edo-Zeit verstehen“ (江戸の絵を読む) 1989
- „Kunst der Menschheit 9 – Edozeit 1: Tradition und Wiederbelebung“ (人間の美術 9 伝統と再生 江戸時代1) 1990
- „Itō Jakuchū“ (伊藤若冲) 1996
- „Die Tuschmaler Japans – Notizen zur Tuschmalerei“ (墨絵の譜 日本の水墨画家たち)（全2巻） 1991 bis 1992
  - Neuauflagen: „Gesamtgeschichte der Tuschmalerei in Japan“ (日本水墨画全史) 2018
- „Edo-Ukiyoe verstehen“ (江戸浮世絵を読む) 2002
- „Maler und ihre Heimat“ (画家とふるさと) 2002
- „Utamaro, Utamakura“ (歌麿 歌満くら 浮世絵春画名品コレクション1) 2009
- „Utagawa Kunisada“ (歌川国貞|国貞 花鳥余情吾妻源氏 浮世絵春画名品コレクション3) 2009
- „Ukiyoe der Edo-Zeit“ (江戸の浮世絵) 2009
- „Malerei der Edo-Zeit“ (江戸の絵画) 2010

## Als Herausgeber u. a.
Im Rahmen der fünfbändigen Publikation „Rimpa Painting“ (琳派) des Verlags Shikosha im Jahr 1990:
- Band 2 – Seasonal Flowering Plants and Birds. ISBN 4-87940-509-4.
- Band 3 – Landscapes, Birds and Animals. ISBN 4-87940-510-8.
- Band 5 – Assorted Themes. ISBN 4 87940-512-4, zusammen mit Murashige Yasushi (村重 寧; * 1937), der Band 1 und 4 herausgab.